# Sheldon, Texas
Sheldon là một nơi ấn định cho điều tra dân số (CDP) thuộc quận Harris, tiểu bang Texas, Hoa Kỳ. Năm 2010, dân số của nơi này là 1990 người.

## Dân số
- Dân số năm 2000: 1831 người.
- Dân số năm 2010: 1990 người.